# Olof Mellberg
Erik Olof Mellberg (født 3. september 1977) er en svensk fodboldtræner og tidligere fodboldspiller, der som aktiv spiller spillede som midterstopper på det svenske landshold og en række klubber i Europa, bl.a. Aston Villa, Juventus og F.C. København.
Har blev 1. juli 2019 ansat som manager i den danske 1. divisionsklub Fremad Amager.

## Spillerkarriere
Melberg opnåede 117 A-landskampe for Sverige og scorede 9 mål. Han startede karrieren i den svenske klub Degerfors IF i 1994. I 2008 skiftede han til det italienske hold Juventus, og før dette havde han otte år hos engelske Aston Villa. Efter kun ét år i Italien skiftede Mellberg i sommeren 2009 på en 3-årig kontrakt til den græske klub Olympiakos. Efter 3 år i Olympiakos skiftede Olof Mellberg i 2012 til den spanske klub Villarreal C.F., hvor han dog kun spillede i en enkelt sæson. Den 9. juli 2013 skiftede Olof Mellberg til den danske topklub F.C. København på en 2-årig kontrakt, hvor han i den første sæson blev stamspiller på holdet. I juli 2014 meddelte Melberg, at han ønskede at stoppe karrieren, hvorefter han blev løst fra sin kontrakt.

## Trænerkarriere
Efter ophøret som aktiv spiller har Mellberg i 2016-17 været træner for det svenske hold IF Brommapojkarna og den 1. juli 2019 tiltrådte han som manager for den danske klub Fremad Amager. Den 3. september 2019 forlod han dog klubben for at blive træner for Helsingborgs IF i den bedste svenske række Allsvenskan.